# Gammeltorv (København)
 For alternative betydninger, se Gammeltorv. (Se også artikler, som begynder med Gammeltorv)
Gammeltorv er det ældste torv i København midt i Middelalderbyen. Ved siden af Gammeltorv ligger Nytorv, og de udgør et stop i Strøgets forløb.
København begyndte som en landsby på en lille bakke mellem det nuværende Gammeltorv og Rådhuspladsen med Vestergade som den vigtigste færdselsåre. Man mærker stadig, at Gammeltorv skråner. Området var sumpet, og de, der boede ved nutidens Strædet, hvor kystlinien gik, måtte anlægge diger rundt om huse og brønde, da der ellers trængte saltvand ind. Lidt vest for Gammeltorv, omtrent under den nuværende Exalon Bar, lå Sankt Clemens Kirke.
Gammeltorv formodes at være grundlagt i begyndelsen af 13. århundrede som et led i Absalons byudvidelse.
Tidligere foregik retsmøder (Byting) under åben himmel på Gammeltorv ledet af byfogeden.
Det var det på Gammeltorv, at kriminelle fik eksekveret deres dødsstraf i form af halshugning eller brænding på bålet, mens hængning foregik uden for Vesterport, hvor galgen stod.
Det varede til Christian d. 4 besluttede at modernisere rådhuset og rydde bebyggelserne i området bag og omkring rådhuset, hvor blandt andet stadens avlsgård lå, og anlægge et nyt torv, Nytorv.
Rådhuset brændte ned både under Københavns brand i 1728 og Københavns brand i 1795. Arkitekten C.F Hansen fik til opgave at bygge et nyt råd- og domhus på Nytorv, dér hvor vajsenhuset havde stået. Kronprinsen, den senere Frederik d. 6, lagde den første sten den 28. september 1805, og i 1808 stod bygningen klar. Det var den nyklassicistiske bygning, som i dag fungerer som Københavns byret.
I 1749 rejste Københavns Magistrat et ottekantet ærestempel for at fejre den oldenborgske kongeslægts 300-års jubilæum. Templet er gengivet på et stik af Jonas Haas.
Ved den sidste renovering af Gammeltorv og Nytorv (1992) ved stadsarkitekt Otto Käszner blev rådhuset fra Christian 4.s tid markeret med lys granit i brolægningen og skafottet markeret med en forhøjning.
På Gammeltorv er der en række prominente bygninger som tidligere bankhovedsæder og Caritasspringvandet.
Ludvig Holberg boede på hjørnet af Nygade og beskrev i et latinsk epigram sin bolig mellem Gammeltorv og Nytorv: "Det ene Gammeltorv, med gammel kunst fortrolig – slagsmål og tyveri og svig og drik og spil. – Nytorv det andet, der har skafottet man placeret – midt imellem begge har Justitia sit bo. – Så mellem galgenpak og galgen ugenert jeg bor, Gud hjælpe mig mod begge to!"  De sidst henrettede 7. december 1758 på Gammeltorv var falskmøntneren Frederik Hammond og hans medhjælper.